# Del Mar
Del Mar és una ciutat dels Estats Units a l'estat de Califòrnia. Segons el cens del 2010 tenia 4.660 habitants.

## Demografia
Segons el cens del 2000, Del Mar tenia 4.389 habitants, 2.178 habitatges, i 1.082 famílies. La densitat de població era de 991 habitants/km².
Dels 2.178 habitatges en un 15,4% hi vivien nens de menys de 18 anys, en un 42,8% hi vivien parelles casades, en un 4,8% dones solteres, i en un 50,3% no eren unitats familiars. En el 36,6% dels habitatges hi vivien persones soles el 7,4% de les quals corresponia a persones de 65 anys o més que vivien soles. El nombre mitjà de persones vivint en cada habitatge era de 2,01 i el nombre mitjà de persones que vivien en cada família era de 2,61.
Per edats la població es repartia de la següent manera: un 13,6% tenia menys de 18 anys, un 5,4% entre 18 i 24, un 33,1% entre 25 i 44, un 33,8% de 45 a 60 i un 14,1% 65 anys o més.
L'edat mediana era de 44 anys. Per cada 100 dones de 18 o més anys hi havia 105 homes.
La renda mediana per habitatge era de 81.001 $ i la renda mediana per família de 92.270 $. Els homes tenien una renda mediana de 71.250 $ mentre que les dones 50.069 $. La renda per capita de la població era de 62.425 $. Entorn del 7,8% de les famílies i el 8,7% de la població estaven per davall del llindar de pobresa.

## Poblacions més properes
El següent diagrama mostra les poblacions més properes.